# Klasztor św. Katarzyny w Stralsundzie

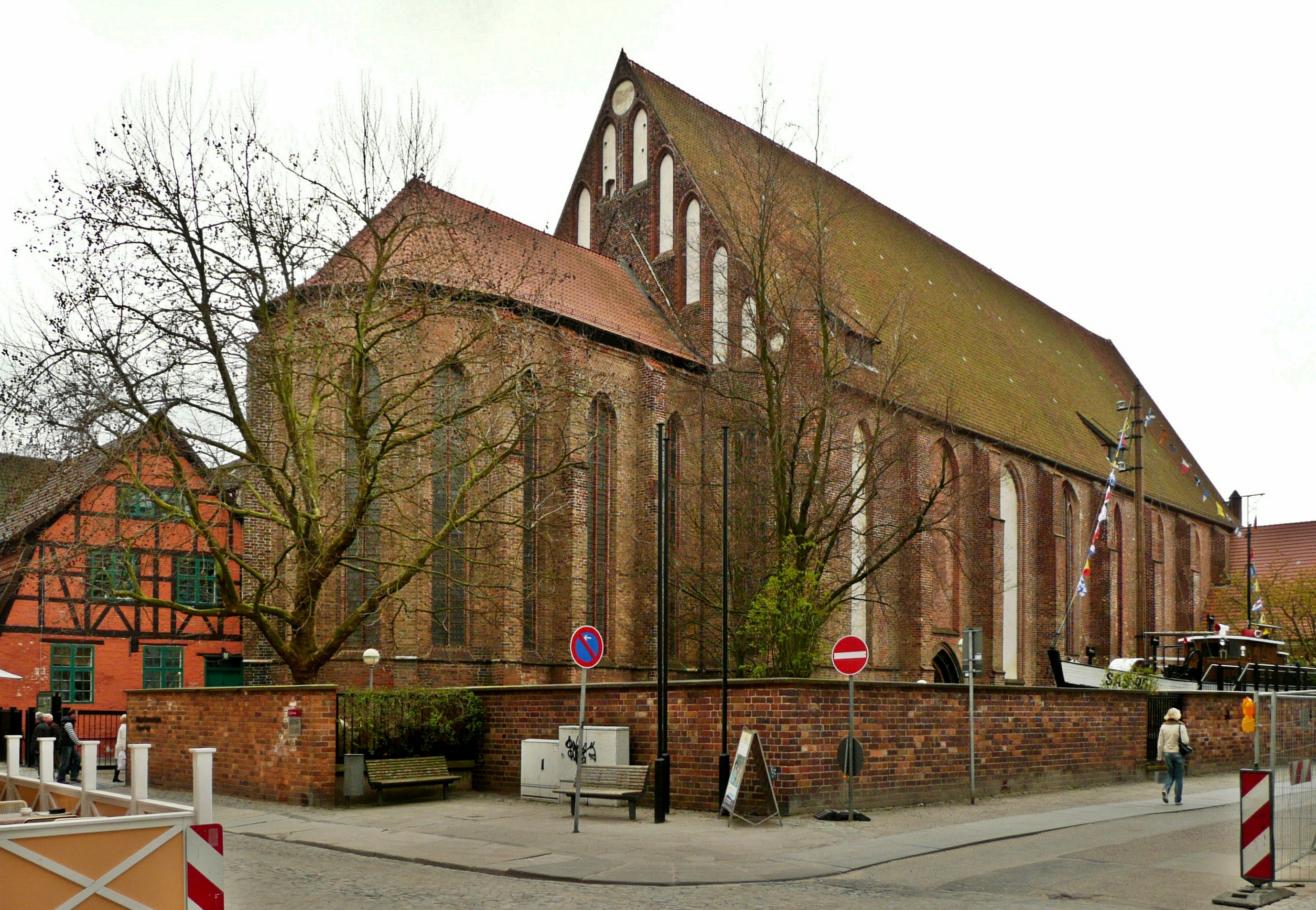
Budynek dawnego kościoła przyklasztornego

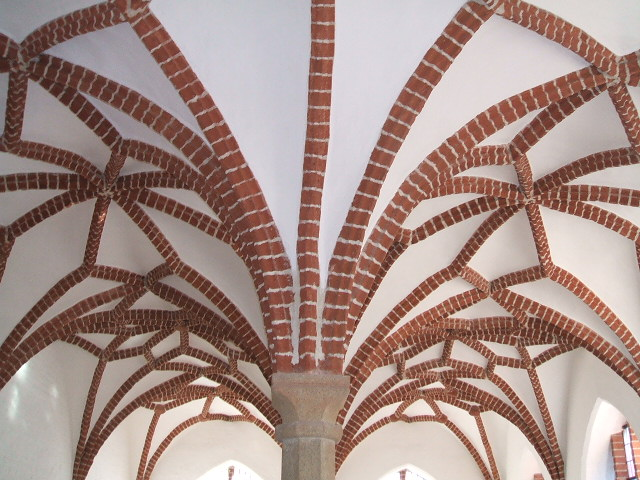
Sklepienie gwiaździste

Klasztor św. Katarzyny w Stralsundzie (niem. Katharinenkloster) to przykład budowli epoki gotyku ceglanego w Niemczech Północnych. Jest to jeden z najstarszych klasztorów na obszarach nadbałtyckich, a jednocześnie jeden z niewielu tak dobrze (prawie całkowicie) zachowanych północnoniemieckich budowli klasztornych.
W czasach reformacji klasztor rozwiązano. Budynek stał się własnością miasta i służy odtąd różnym świeckim celom.

## Historia
Klasztor został założony w XIII wieku przez dominikanów na polecenie księcia Jaromira II. W źródłach pisanych budynek został wymieniony po raz pierwszy w 1251 roku. Na podstawie dokumentu z 31 października 1261 roku książę Wisław II podarował ziemię pod budowę klasztoru.
Początkowo budynek składał się jedynie z długiego na około 70 m trójnawowego halowego kościoła św. Katarzyny, którego ukończenie udokumentowane zostało w 1317 roku. Szczególnie godna uwagi jest sala kapitulna z malowidłami sklepieniowymi z XV wieku, która powstała podczas przebudowy i rozbudowy budynku w XIV i XV wieku.
Klasztor św. Katarzyny cieszył się dużym prestiżem; od XIV do początku XVI wieku ważne zebrania zakonne dominikanów odbywały się właśnie w Stralsundzie.
W czasach reformacji budynek przeszedł w posiadanie miasta i klasztor jako taki przestał istnieć.
Następnie został przebudowany i wykorzystywany do różnych celów. W 1560 roku w zachodniej części dawnego klasztoru otwarto gimnazjum, a we wschodniej założono sierociniec. Kościół przyklasztorny był od 1678 roku wykorzystywany jako szwedzki arsenał broni, w późniejszych czasach (od 1815 roku) jako pruska zbrojownia. W 1902 roku także kościół został sprzedany miastu.
Po tym, jak w 1919 roku zlikwidowano instytucję sierocińca w klasztorze, budynek został kompletnie odrestaurowany i stał się siedzibą Muzeum Miejscowych Antyków i Dzieł Sztuki powiatu Neuvorpommern, którego dyrektorem był dr Rudolf Baier. Dotychczas zbiory tego muzeum znajdowały się w ratuszu oraz w budynku przy Badenstraße. Wspomniane Muzeum Miejskie było poprzednikiem dzisiejszego Muzeum Historii i Kultury. Na początku lat 50. XX wieku dołączyło do Muzeum Miejskiego nowo utworzone Muzeum Natury. To z kolei rozbudowano i przekształcono z czasem w Muzeum Oceanografii i Rybołówstwa. Dziś jest tu Niemieckie Muzeum Morskie.
Aż do 1945 roku w pomieszczeniach klasztoru znajdowało się gimnazjum. Uczniami tej szkoły byli m.in. pisarz Ernst Moritz Arndt oraz przyszły dyrektor Muzeum Miejskiego, Rudolf Baier. W 1933 roku w pomieszczeniach gimnazjum kręcono film „Dojrzewająca młodość” („Reifende Jugend”).
Dzisiaj w dawnym klasztorze dominikańskim mają swoją siedzibę dwa najważniejsze muzea Stralsundu. W budynku dawnego kościoła przyklasztornego znajduje się Niemieckie Muzeum Morskie, a w pozostałej części klasztoru – Muzeum Historii i Kultury.